# Brand Jónsson
Brand Jónsson var en litterärt bildad biskop som var verksam på Island under 1200-talet. Han dog 1264. Man tror att det var Brand som nertecknade Hravnkel Frösgodes Saga.
Brand var son till Jon Sigmundarson som tillhörde Svinfellingarnas ätt. 